# Vátos (Réthymnon)
Vátos, en grec moderne : Βάτος, est un village du dème d'Ágios Vasílios, de l'ancienne municipalité de Lámpi, dans le district régional de Réthymnon, en Crète, en Grèce. Selon le recensement de 2011, la population de Vátos compte 32 habitants. Le village est situé à une distance de 38 km de Réthymnon, sur les pentes du mont Kédros, à une altitude de 640 m.

## Source de la traduction
- (el) Cet article est partiellement ou en totalité issu de l’article de Wikipédia en grec moderne intitulé « Βάτος Ρεθύμνου » (voir la liste des auteurs).